# Cubul Hilbert
În matematică cubul Hilbert, numit după David Hilbert, este un spațiu topologic care oferă un exemplu instructiv al unor noțiuni din topologie. Mai mult, multe spații topologice interesante pot fi încorporate în cubul Hilbert; adică pot fi privite ca subspații ale cubului Hilbert (vezi mai jos).

## Definiție
Cea mai bună definiție pentru cubul Hilbert este ca fiind produsul topologic al intervalelor [0, 1/n] pentru {\displaystyle n=1,2,3,4,\,\dots \,,} adică este un cuboid de dimensiune infinit numărabilă, unde lungimile muchiilor în fiecare direcție ortogonală formează succesiunea {\displaystyle \lbrace 1/n\rbrace _{n\in \mathbb {N} }\,.}
Cubul Hilbert este homeomorf⁠(d) cu produsul infinit numărabil al mai multor copii ale intervalului unitate [0, 1]. Cu alte cuvinte, din punct de vedere topologic nu se poate distinge de cubul unitate de dimensiune infinit numărabilă.
Dacă un punct din cubul Hilbert este specificat printr-un șir {\displaystyle \lbrace a_{n}\rbrace } cu {\displaystyle 0\leq a_{n}\leq 1/n}, atunci un homeomorfism cu cubul unitate infinit dimensional este dat de {\displaystyle h(a)_{n}=n\cdot a_{n}}.

## Cubul Hilbert ca spațiu metric
Uneori este convenabil să se imagineze cubul Hilbert ca fiind un spațiu metric, ca la o submulțime specifică a unui spațiu Hilbert separabil (adică un spațiu Hilbert cu o bază Hilbert infinită numărabilă). În aceste scopuri, cel mai bine este să nu fie văzut ca un produs de copii ale intervalului [0, 1], ci ca produsul
[0, 1] × [0, 1/2]  ×  [0, 1/3] × ··· .
După cum s-a menționat mai sus, pentru proprietățile topologice aceasta este același lucru. Adică, un element al cubului Hilbert este un șir infinit
(xn)
care satisface
0 ≤ xn ≤ 1/n.
Orice șir de acest tip aparține spațiului Hilbert ℓ2, astfel încât cubul Hilbert moștenește o metrică de acolo. Se poate arăta că topologia indusă de metrică este aceeași cu topologia produsului din definiția de mai sus.

## Proprietăți
Ca produs de spații Hausdorff compacte, ca rezultat al teoremei lui Tihonov⁠(d), cubul Hilbert este el însuși un spațiu Hausdorff compact. Compactitatea cubului Hilbert poate fi demonstrată și fără axioma alegerii prin construirea unei funcții continue din mulțimea lui Cantor pe cubul Hilbert.
În ℓ2, nici un punct nu are o vecinătate compactă (astfel, ℓ2 nu este local compact⁠(d)). S-ar putea crede că toate submulțimile compacte ale lui ℓ2 sunt de dimensiuni finite. Cubul Hilbert arată că nu este cazul. Dar cubul Hilbert nu reușește să fie o vecinătate a oricărui punct p deoarece latura sa devine în fiecare dimensiune din ce în ce mai mică, astfel încât într-o anumită dimensiune o bilă deschisă în jurul lui p având o rază fixă e > 0 trebuie să iasă în afara cubului.
Orice submulțime compactă convexă de dimensiune infinită a {\displaystyle l_{2}} este homeomorfă cubului Hilbert. Cubul Hilbert este o mulțime convexă, a cărei întindere este întregul spațiu, dar al cărei interior este gol. Această situație este imposibilă în dimensiuni finite. Conul tangent la cub la vectorul zero este întregul spațiu.
Fiecare submulțime a cubului Hilbert moștenește de la cubul Hilbert proprietățile de a fi atât metrizabil (prin urmare un T4⁠(d)), cât și complet și separabil. Este interesant că și inversa este valabilă: orice T4 este homeomorf cu o submulțime a cubului Hilbert.
Orice submulțime Gδ a cubului Hilbert este un spațiu polonez⁠(d), un spațiu topologic homeomorf cu un spațiu metric complet și separabil. Invers, fiecare spațiu polonez este homeomorf cu o submulțime Gδ a cubului Hilbert.